# Élections à date fixe
Les élections à date fixe sont des élections dont la date est fixée par la législation, suivant un cycle régulier.
Les élections à date fixe sont la norme dans la plupart des pays mais, dans les pays appliquant le système de Westminster, la date des élections est traditionnellement fixée par le premier ministre en exercice. Cette faculté, issue de la prérogative royale, est un avantage pour le gouvernement sortant car il peut ainsi choisir le moment le plus opportun politiquement pour déclencher une campagne électorale.
Depuis quelques années, de nombreux pays suivant cette convention ont décidé d'y mettre un terme en adoptant des législations fixant à l'avance la date des élections, sauf dans le cas où le gouvernement élu est minoritaire.

## Australie
En Australie, les États de Nouvelle-Galles du Sud et d'Australie méridionale ainsi que le Territoire de la capitale australienne n'autorisent une dissolution anticipée de leur parlement que pour résoudre une crise gouvernementale.
Au Queensland, un référendum organisé en mars 2016 a vu la population approuver à 52,96 % la mise en place d'élections à date fixe, tous les quatre ans.

## Canada
La Constitution canadienne fixe à cinq années le mandat maximum du Parlement et des législatures provinciales. Depuis 2001, la plupart des provinces et le gouvernement fédéral ont adopté des lois créant des élections à date fixe à l'issue d'un mandat de 4 ans.
Toutefois, la Constitution prévoyant le droit pour le gouverneur général ou un lieutenant-gouverneur de dissoudre la législature à tout moment, un premier ministre garde toujours la faculté de demander une dissolution en dépit de la loi. Ce fut par exemple le cas au Québec en 2014 et au fédéral en 2008.
| Juridiction               | Législation                                                                      | Mandat                                                | Date                                                    | Prochaine élection prévue                               |
| ------------------------- | -------------------------------------------------------------------------------- | ----------------------------------------------------- | ------------------------------------------------------- | ------------------------------------------------------- |
| Canada                    | Loi modifiant la Loi électorale du Canada (2007)                                 | 4 ans                                                 | Troisième lundi d'octobre                               | 2025                                                    |
| Alberta                   | Election Amendment Act (2011)                                                    | 4 ans                                                 | Entre le 1er mars et le 31 mai                          | 2023                                                    |
| Colombie-Britannique      | Constitution (Fixed Elections Date) Amendment Act (2001)                         | 4 ans                                                 | Deuxième mardi de mai                                   | 2021                                                    |
| Île-du-Prince-Édouard     | (2007)                                                                           | 4 ans                                                 | Premier lundi d'octobre                                 | 2023                                                    |
| Manitoba                  | (2008)                                                                           | 4 ans                                                 | Premier mardi d'octobre                                 |                                                         |
| Nouveau-Brunswick         | Loi sur l'Assemblée législative (2007)                                           | 4 ans                                                 | Quatrième lundi de septembre                            | 2022                                                    |
| Nouvelle-Écosse           | Pas d'élections à date fixe (mandat de 5 ans maximum)                            | Pas d'élections à date fixe (mandat de 5 ans maximum) | Le mandat se termine le 18 octobre 2018                 | Le mandat se termine le 18 octobre 2018                 |
| Ontario                   | Loi de 2005 modifiant des lois en ce qui concerne les élections                  | 4 ans                                                 | Premier jeudi de juin                                   | 9 juin 2022                                             |
| Québec                    | Loi modifiant la Loi électorale afin de prévoir des élections à date fixe (2012) | 4 ans                                                 | Premier lundi d'octobre                                 | 3 octobre 2022                                          |
| Saskatchewan              | Legislative Assembly and Executive Council Act (2007)                            | 4 ans                                                 | Premier lundi de novembre                               | 2 novembre 2020                                         |
| Terre-Neuve-et-Labrador   | Act to Amend the House Assembly Act (2007)                                       | 4 ans                                                 | Deuxième mardi d'octobre                                | 2023                                                    |
| Territoires du Nord-Ouest | Elections and Plebiscite Act (2007)                                              | 4 ans                                                 | Premier lundi d'octobre                                 | 2023                                                    |
| Nunavut                   | Pas d'élections à date fixe (mandat de 5 ans maximum)                            | Pas d'élections à date fixe (mandat de 5 ans maximum) | Les dernières élections ont eu lieu le 30 octobre 2017. | Les dernières élections ont eu lieu le 30 octobre 2017. |
| Yukon                     | Pas d'élections à date fixe (mandat de 5 ans maximum)                            | Pas d'élections à date fixe (mandat de 5 ans maximum) | Les dernières élections ont eu lieu le 7 novembre 2016. | Les dernières élections ont eu lieu le 7 novembre 2016. |

### Fédéral
La loi constitutionnelle de 1867 établit la durée du parlement fédéral à un maximum de cinq ans après le déclenchement des élections précédentes. Une élection doit être appelée par le gouverneur général après dissolution du Parlement.
Le 6 novembre 2006, le Parlement adopte le projet de loi C-16, modifiant la loi électorale du Canada. Cette loi dispose que l'élection générale doit avoir lieu le 3e lundi d'octobre dans la quatrième année civile suivant l'élection précédente, à partir du 19 octobre 2009. La campagne électorale pour l'élection 2015 sera d'une durée de 79 jours, ce qui en fera une des campagnes électorales les plus longues de l'histoire canadienne.
Il est toutefois toujours possible pour un gouvernement de dissoudre la Chambre des communes et de déclencher une élection anticipée, ainsi qu'on l'a vu à deux reprises, avec l'élection d'octobre 2008 et celle de mai 2011, en raison de la chute du gouvernement minoritaire.

### Provinces

#### Alberta
L'Assemblée législative de l'Alberta adopte un amendement à sa loi électorale le 6 décembre 2011, stipulant qu'une élection doit avoir lieu entre 1er mars et le 31 mai, et dans la même période de trois mois tous les quatre ans, à compter de 2012. La durée de la campagne électorale est de 28 jours.

#### Colombie-Britannique
La Colombie-Britannique a été la première entité canadienne à adopter des élections à date fixe, en 2001. Les élections ont lieu le deuxième mardi de mai à tous les quatre ans depuis les premières le 17 mai 2005.

#### Île-du-Prince-Édouard
La loi électorale de l'Île-du-Prince-Édouard a été amendée en 2008, établissant que l'élection doit avoir lieu le premier lundi d'octobre tous les quatre ans.

#### Manitoba
Le Manitoba adopte en 2008 un amendement à sa loi, fixant l'élection le 1er mardi d'octobre dans la quatrième année suivant l'élection précédente. La première s'est tenue en 2011.

#### Nouveau-Brunswick
Le Nouveau-Brunswick a amendé sa loi en 2007, pour établir qu'une élection doit se tenir tous les quatre ans, le quatrième lundi de septembre. La première a eu lieu en septembre 2010.

#### Ontario
Le gouvernement de Dalton McGuinty a fait modifier la loi électorale en 2005. L'amendement exige qu'une élection ait lieu le premier jeudi de juin tous les quatre ans, à partir de 2007 . Toutefois, la loi permet que la date soit déplacée dans les sept jours qui précèdent ou qui suivent, pour éviter un conflit avec des célébrations importantes sur les plans culturel ou religieux. Ainsi, l'élection de 2007 a été déplacée du 4 au 10 octobre pour éviter la fête juive du Shemini Atzeret.

#### Québec
Au Québec, le gouvernement de Pauline Marois a introduit un projet de loi le 7 novembre 2012, fixant la date des élections au premier lundi d'octobre, tous les quatre ans. La loi a été adoptée le 14 juin 2013. Cependant, le lieutenant-gouverneur peut dissoudre l’Assemblée nationale avant l’expiration d’une législature. Les premières élections générales à date fixe ont eu lieu le 1er octobre 2018. Les campagnes électorales peuvent durer entre 33 et 39 jours.

#### Saskatchewan
La Saskatchewan a amendé sa loi électorale en 2007, établissant la tenue d'une élection tous les quatre ans, le premier lundi de novembre. La première élection à date fixe a eu lieu en novembre 2011.

#### Terre-Neuve et Labrador
En 2004, le gouvernement de Danny Williams fait voter une loi établissant que les élections doivent se tenir le deuxième mardi d'octobre tous les quatre ans, à compter de l'élection générale du 9 octobre 2007. Au cas où le Premier ministre quitterait son poste en cours de mandat, son remplaçant est tenu de convoquer une élection dans les douze mois.

### Territoires

#### Territoires du Nord-Ouest
La loi électorale des Territoires du Nord-Ouest a été amendée en 2007 pour fixer les élections au premier lundi d'octobre, tous les quatre ans, à partir de 2007.

#### Nunavut et Yukon
Le Nunavut et le Yukon n'ont pas de législation sur des élections à date fixe. Toutefois, la date des dernières élections au Nunavut a été fixée presque un an à l'avance.

## Royaume-Uni
Le Fixed-term Parliaments Act de 2011 a été adopté dans le cadre de la coalition entre le Parti conservateur et les Libéraux-démocrates. La loi met fin à la prérogative royale concernant la dissolution du Parlement : le Parlement est automatiquement dissout 25 jours ouvrés avant la date d'une élection. La date de l'élection est fixée par la loi au premier jeudi de mai la cinquième année qui suit l'élection précédente.
Une élection anticipée peut avoir lieu :
- si la Chambre des communes vote une motion indiquant « Que la Chambre n'a pas la confiance dans le gouvernement de Sa Majesté », une élection est convoquée à moins que la Chambre des communes vote une motion indiquant « Que la Chambre a la confiance dans le gouvernement de Sa Majesté » dans les 14 jours qui suivent la première motion ;
- si la Chambre des communes vote à une majorité des deux tiers des sièges « Qu'une élection parlementaire générale doit avoir lieu. »